# Cancer Treatment Reviews
Cancer Treatment Reviews, abgekürzt Cancer Treat. Rev., ist eine wissenschaftliche Fachzeitschrift, die vom Elsevier-Verlag veröffentlicht wird. Derzeit erscheint die Zeitschrift mit acht Ausgaben im Jahr. Es werden Übersichtsarbeiten aus dem Bereich der Krebstherapie veröffentlicht.
Der Impact Factor lag im Jahr 2016 bei 8,589. Nach der Statistik des ISI Web of Knowledge wird das Journal mit diesem Impact Factor in der Kategorie Onkologie an 16. Stelle von 217 Zeitschriften geführt.